# Gia Luật Bội
Gia Luật Bội (tiếng Trung: 耶律倍; bính âm: Yelü Bèi, 899 – 7 tháng 1 năm 937), cũng được biết đến với tên Gia Luật Đột Dục (耶律突欲) hay Gia Luật Đồ Dục (耶律圖欲), hiệu Nhân Hoàng vương (人皇王), và sau đổi tên là Đông Đan Mộ Hoa rồi Lý Tán Hoa với thân phận một thần dân Hậu Đường, sau truy phong làm Liêu Nghĩa Tông. Ông là trưởng tử của Liêu Thái Tổ, người sáng lập ra Nhà Liêu. Ông được tuyên bố là người kế vị Thái Tổ vào năm 916, song đã không bao giờ bước lên ngai vàng Khiết Đan. Thay vào đó, người kế vị là hoàng đệ Gia Luật Đức Quang, tức Liêu Thái Tông, Gia Luật Bội đã phải chạy trốn đến lãnh thổ triều Hậu Đường của người Sa Đà tại Trung Nguyên rồi bị giết năm 937.

## Thuở ban đầu
Gia Luật Bội sinh năm 899, trước khi Đại Khiết Đan Quốc được thành lập (chính quyền sau này trở thành nhà Liêu). Cha ông là tù trưởng Gia Luật A Bảo Cơ, và mẹ của ông là Thuật Luật Bình; ông là trưởng tử. Trong Liêu sử, ông được mô tả là thông minh và chăm chỉ khi còn trẻ tuổi, với một phong thái thanh thản và một tấm lòng yêu thương.
Năm 916, khi Gia Luật A Bảo Cơ xưng làm hoàng đế của Đại Khiết Đan Quốc, tức Liêu Thái Tổ, ông đã lập Gia Luật Bội làm hoàng thái tử. Kế vị theo hình thức thế tập là tiêu chuẩn có từ lâu trong văn hóa Hán, song không được người Khiết Đan chấp thuận, gây ra xích mích giữa mong muốn của Gia Luật A Bảo Cơ và sự tin tưởng của thượng tầng Khiết Đan, trong đó có Hoàng hậu Thuật Luật Bình. Gia Luật A Bảo Cơ cảm nhận được khả năng quá trình kế vị có thể rơi vào khó khăn, do vậy ông ta buộc các thủ lĩnh Khiết Đan phải thề trung thành với Gia Luật Bội sau khi ông ta bổ nhiệm ông là người kế vị. Đối với người Khiết Đan, điều này được xem là một động thái mang tính cấp tiến. Khi Thái Tổ hỏi các tùy tùng của mình rằng nên cúng tế cho vị thần thánh nào trước tiên khi trở thành hoàng đế, tùy tùng của ông phần lớn đều tán thành cúng tế Phật. Khi Thái Tổ hoàng đế chỉ ra rằng Phật không phải là một thần thánh Trung Hoa, Gia Luật Bội đã tán thành cúng tế Khổng Tử trước tiên. Thái Tổ hài lòng với ý kiến này và đã cho xây một đền thờ Khổng Tử, sai Gia Luật Bội đến cúng tế Khổng Tử hai lần mỗi năm.
Gia Luật Bội sau đó phụng sự như một chỉ huy tiền tuyến của Thái Tổ trong các chiến dịch chống lại người Ô Cổ (烏古) và người Đảng Hạng. Sau đó, trong các cuộc xâm nhập mà Thái Tổ hoàng đế thực hiện vào nước Tấn của người Sa Đà, đặc biệt là Lô Long (盧龍, sở chỉ huy đặt tại Bắc Kinh ngày nay) — ông ta đã để Gia Luật Bội trông nom kinh thành Lâm Hoàng của Khiết Đan. Trong thời gian từ năm 917 này, Gia Luật Bội được cho là đã phác thảo một kế hoạch chinh phục vương quốc Bột Hải (đời vua Đại Nhân Soạn), nước láng giềng phía đông của Khiết Đan.
Sau khi xảy ra nhiều cuộc chiến đẫm máu giữa vương quốc Bột Hải (đời vua Đại Nhân Soạn) và Đại Khiết Đan quốc của hoàng đế Gia Luật A Bảo Cơ từ năm 907 đến năm 924, vào cuối năm 924, vua Đại Nhân Soạn của vương quốc Bột Hải phái quân Bột Hải tấn công vào lãnh thổ của Đại Khiết Đan quốc (đời hoàng đế Gia Luật A Bảo Cơ).
Đầu năm 925, trong lúc đại quân của vương quốc Bột Hải (đời vua Đại Nhân Soạn) đang tấn công vào lãnh thổ của Đại Khiết Đan quốc (đời hoàng đế Gia Luật A Bảo Cơ), một tướng của vương quốc Bột Hải tên là Thần Đức (Sindeok) đã dẫn quân đội của mình từ Nam Hải phủ của vương quốc Bột Hải đến Cao Ly quy hàng vua Cao Ly Thái Tổ.
Lúc này nước Tân La (đời vua Tân La Cảnh Ai Vương) đang bị nước Hậu Bách Tế (đời vua Chân Huyên) liên tục tấn công áp đảo. Suy nghĩ về việc tìm kiếm liên minh từ bên ngoài để chống lại Hậu Bách Tế, vua Tân La Cảnh Ai Vương đã chọn Đại Khiết Đan quốc (đời hoàng đế Gia Luật A Bảo Cơ) và phái sứ giả sang Đại Khiết Đan quốc để lập liên minh giữa hai nước trong đầu năm 925. Tuy nhiên Đại Khiết Đan quốc đang bị quân đội của vương quốc Bột Hải (đời vua Đại Nhân Soạn) tấn công mãnh liệt. Toàn bộ Liêu Hà và vùng phía tây Liêu Hà của Đại Khiết Đan quốc đã rơi vào tay vương quốc Bột Hải. Kinh đô Lâm Hoàng (臨潢, nay thuộc Xích Phong, Nội Mông, Trung Quốc) của Đại Khiết Đan quốc đang trong tình trạng báo động. Vua Tân La Cảnh Ai Vương liền phái một đạo quân Tân La theo đường biển đi lên phía đông bắc đánh phá Nam Hải phủ và Long Nguyên phủ của vương quốc Bột Hải và phái một đạo quân Tân La đi đường biển lên phía tây bắc hỗ trợ Đại Khiết Đan quốc chống lại quân đội của vương quốc Bột Hải đang xâm lược.

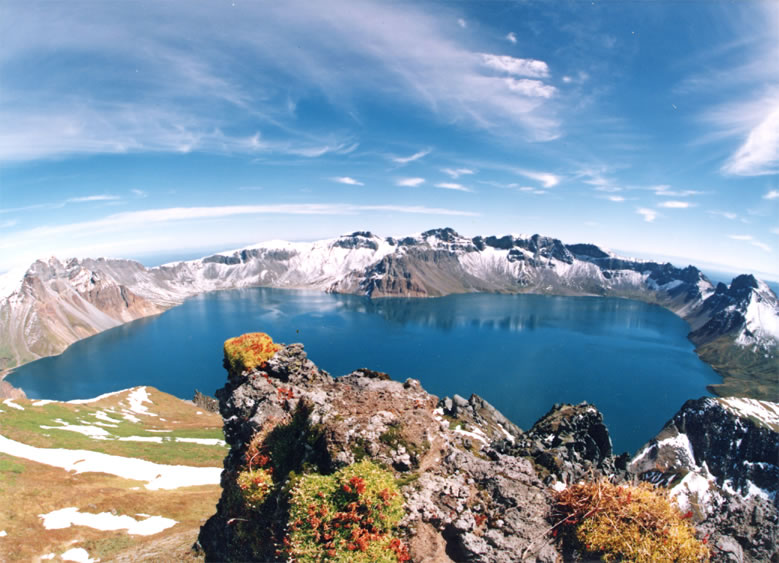
Thiên Trì thuộc núi Trường Bạch - Hõm chảo núi lửa lớn nhất thế giới.

Núi Trường Bạch (Baekdu, Bạch Đầu trong tiếng Triều Tiên) thuộc Áp Lục phủ trong lãnh thổ vương quốc Bột Hải (đời vua Đại Nhân Soạn) đã phun trào núi lửa một cách khủng khiếp vào thế kỷ thứ X (có khả năng là trong thời gian từ đầu năm 925 đến năm 947), ngọn núi khi đó nằm ở trung tâm của vương quốc Bột Hải. Núi Trường Bạch hiện vẫn còn một trong các hõm chảo núi lửa lớn nhất thế giới là Thiên Trì. Tro tàn của vụ phun trào này có thể tìm thấy trên một khu vực rộng lớn, thậm chí là trong lớp trầm tích tại miền bắc Nhật Bản (đời Thiên hoàng Daigo). Vụ nổ đã tạo ra một số lượng rất lớn tro núi lửa, gây thiệt hại nông nghiệp và tính ổn định của xã hội Bột Hải.
Do hậu quả của thiên tai này quá lớn nên vua Đại Nhân Soạn đã cho rút toàn bộ quân đội Bột Hải ra khỏi lãnh thổ Đại Khiết Đan quốc để về khắc phục hậu quả thiên tai của vương quốc Bột Hải. Sau đó, các chiến binh Tân La đã được hoàng đế Gia Luật A Bảo Cơ khen thưởng nhờ công lao giúp ông ta đánh đuổi quân Bột Hải xâm lược. Vua Đại Nhân Soạn đã bố trí đại quân Bột Hải ở Liêu Đông phủ để ngăn quân Khiết Đan thừa cơ Bột Hải đang gặp khó khăn sau thiên tai mà tấn công.
Thái tử Gia Luật Bội của hoàng đế Gia Luật A Bảo Cơ khi đó 26 tuổi, là một nhà thông thái, do vậy mang nhiều nét của giới quý tộc Trung Hoa; là một chuyên gia về âm nhạc, y học, bói toán, hội họa và văn chương (bằng cả tiếng Hán và Khiết Đan). Ông cũng là một quân nhân có đầy đủ tài năng.
Cũng trong cuối năm 925 Gia Luật A Bảo Cơ cùng thái tử Gia Luật Bội và Gia Luật Đức Quang xuất quân đi xâm lược vương quốc Bột Hải (đời vua Đại Nhân Soạn). Để tránh tuyến phòng thủ của đại quân Bột Hải ở Liêu Đông phủ, quân Khiết Đan đã đi con đường vòng đến bao vây và tấn công Phù Dư phủ của vương quốc Bột Hải.
Thành Phù Châu (nay là Khai Nguyên, Liêu Ninh, Trung Quốc) thuộc Phù Dư phủ của vương quốc Bột Hải nhanh chóng rơi vào tay quân Khiết Đan. Phù Dư vương chạy đến trọng thành Phù Dư (夫餘, nay thuộc Tứ Bình, Cát Lâm, Trung Quốc) thuộc Phù Dư phủ của vương quốc Bột Hải. Vào ngày 21 tháng 12 âm lịch năm Ất Dậu (năm 925), tức là ngày 7 tháng 1 dương lịch năm Bính Tuất (năm 926), quân Khiết Đan do Gia Luật Bội (con trưởng của Gia Luật A Bảo Cơ) và Gia Luật Đức Quang (con thứ hai của Gia Luật A Bảo Cơ) chỉ huy tiến hành bao vây trọng thành Phù Dư của vương quốc Bột Hải. Hoàng đế Gia Luật A Bảo Cơ đích thân chỉ huy đại quân Khiết Đan trực chỉ kinh đô Thượng Kinh (nay là Ninh An, Hắc Long Giang, Trung Quốc) thuộc Long Tuyền phủ của vương quốc Bột Hải, nhằm bắt sống kẻ thù không đội trời chung suốt 20 năm qua là vua Đại Nhân Soạn.
Từ ngày 23 tháng 12 âm lịch năm Ất Dậu (năm 925) - tức là ngày 9 tháng 1 năm Bính Tuất (năm 926) đến ngày 2 tháng 1 âm lịch năm Bích Tuất - tức là ngày 18 tháng 1 năm 926, hoàng đế Gia Luật A Bảo Cơ đã dẫn quân Khiết Đan lần lượt đánh chiếm 4 thành của vương quốc Bột Hải là Túc Châu (nay là Cửu Đài, Cát Lâm, Trung Quốc) thuộc Túc Châu phủ, Mạc Châu (nay là A Thành, Hắc Long Giang, Trung Quốc) thuộc Mạc Hiệt phủ, Trung Kinh (nay là Hòa Long, Cát Lâm, Trung Quốc) thuộc Hiển Đức phủ và Đồng Châu (nay là Uông Thanh, Cát Lâm, Trung Quốc) thuộc Đồng Châu phủ. Túc Châu vương, Mạc Hiệt vương, Hiển Đức vương và Đồng Châu vương đều quy hàng quân Khiết Đan. Đến ngày 3 tháng 1 âm lịch năm Bích Tuất, tức là ngày 19 tháng 1 năm 926, trọng thành Phù Dư (夫餘, nay thuộc Tứ Bình, Cát Lâm, Trung Quốc) thuộc Phù Dư phủ bị quân Khiết Đan do Gia Luật Bội và Gia Luật Đức Quang chỉ huy đánh chiếm. (Điều này được xem là dấu chấm hết cho vương quốc Bột Hải, ngay cả khi vào lúc đó Gia Luật A Bảo Cơ vẫn chưa chiếm được kinh thành Thượng Kinh thuộc Long Tuyền phủ của vương quốc Bột Hải) Phù Dư vương quy hàng quân Khiết Đan. Vậy là chỉ trong vòng 10 ngày mà 5 thành trì quan trọng nhất của vương quốc Bột Hải là Túc Châu, Mạc Châu, Trung Kinh, Đồng Châu và trọng thành Phù Dư đều bị thất thủ trước đại quân Khiết Đan.
Vua Đại Nhân Soạn khẩn trương cử 30.000 quân Bột Hải đến hỗ trợ cho một lão tướng (老相) để ngăn cản bước tiến của quân Khiết Đan. Tuy nhiên lão tướng ấy cùng 30.000 quân Bột Hải đã gục ngã trước đội kỵ binh của người Khiết Đan do hoàng đế Gia Luật A Bảo Cơ chỉ huy.
Sau vài tháng đánh Bột Hải, quân Khiết Đan đã tràn ngập khắp đất nước Bột Hải. Những người Khiết Đan sinh sống trên lãnh thổ vương quốc Bột Hải từ thời Bột Hải Cao Vương cũng cầm vũ khí lên hỗ trợ quân đội Khiết Đan tiêu diệt vương quốc Bột Hải này. Mười bốn phủ còn lại của vương quốc Bột Hải là Long Tuyền phủ, Long Nguyên phủ, Nam Hải phủ, Áp Lục phủ, Trường Lĩnh phủ, Liêu Đông phủ, Định Lý phủ, An Biên phủ, Súy Tân phủ, Đông Bình phủ, Thiết Lợi phủ, Hoài Viễn phủ, An Viễn phủ và Doanh Châu phủ đều bị người Khiết Đan và quân đội Khiết Đan tấn công. Kinh đô Thượng Kinh (nay là Ninh An, Hắc Long Giang, Trung Quốc) nằm trên đồng cỏ rộng lớn thuộc Long Tuyền phủ của vương quốc Bột Hải bị quân Khiết Đan bao vây vào ngày 9 tháng 1 âm lịch năm Bính Tuất, tức là ngày 25 tháng 1 dương lịch năm 926.
Ngày 14 tháng 2 âm lịch năm Bính Tuất, tức là ngày 28 tháng 2 dương lịch năm 926, kinh đô Thượng Kinh (nay là Ninh An, Hắc Long Giang, Trung Quốc) thuộc Long Tuyền phủ của vương quốc Bột Hải thất thủ trước người Khiết Đan sau 34 ngày chiến đấu. Hoàng đế Gia Luật A Bảo Cơ cùng thái tử Gia Luật Bội chỉ huy binh sĩ Khiết Đan tràn vào thành Thượng Kinh. Vua cuối cùng của Bột Hải là Đại Nhân Soạn (khi đó hơn 50 tuổi) cùng Long Tuyền vương và 300 văn võ bá quan Bột Hải đã đầu hàng quân Khiết Đan. Vào thời điểm thất thủ, binh lính của vương quốc Bột Hải lên tới "hàng trăm nghìn" người theo Liêu sử. Thái tử Đại Quang Hiển (khi đó hơn 30 tuổi) đã tập hợp được một đội quân hàng vạn người Bột Hải đào thoát khỏi Thượng Kinh. Cung điện của Thượng Kinh đã bị đốt cháy bởi sự cướp bóc của quân đội Khiết Đan. Toàn bộ sách vở, tài liệu, thơ ca của vương quốc Bột Hải đều bị quân Khiết Đan thiêu hủy sạch sẽ. Do đó những thông tin hiện có ngày nay về vương quốc Bột Hải đều lấy từ các sách sử của Trung Quốc, Nhật Bản, Nga và Triều Tiên - Hàn Quốc.
Mười ba đại vương cai trị 13 phủ còn lại của vương quốc Bột Hải là Long Nguyên vương, Nam Hải vương, Áp Lục vương, Trường Lĩnh vương, Liêu Đông vương, Định Lý vương, An Biên vương, Súy Tân vương, Đông Bình vương, Thiết Lợi vương, Hoài Viễn vương, An Viễn vương và Doanh Châu vương đều quy hàng đại quân Khiết Đan của hoàng đế Gia Luật A Bảo Cơ. Vương quốc Bột Hải bị diệt vong sau 228 năm tồn tại với 15 đời vua.
Hoàng đế Gia Luật A Bảo Cơ đổi tên kinh đô Thượng Kinh (nay là Ninh An, Hắc Long Giang, Trung Quốc) thành pháo đài Hốt Hãn. Đại Nhân Soạn cùng toàn bộ hoàng tộc Bột Hải bị áp giải đến Đại Khiết Đan quốc, nhiều cư dân Bột Hải cũng bị ép phải di cư đến Đại Khiết Đan quốc, trong khi nhiều người dân của vương quốc Bột Hải bao gồm nhiều quý tộc Bột Hải (khoảng 200.000 người) đã chạy trốn đến Cao Ly (đời vua Cao Ly Thái Tổ) ở phía nam. Một phần đông người Bột Hải sống trộn lẫn các bộ lạc của người Hắc Thủy Mạt Hạt và người Tungus và từ từ hình thành nên bộ tộc Nữ Chân.

## Hoàng vương của vương quốc Đông Đan

Khu vực do Đại Khiết Đan quốc kiểm soát. Vương quốc Đông Đan được tô màu xanh lam.

Liêu Thái Tổ đã lập ra vương quốc Đông Đan trên lãnh thổ cũ của Bột Hải, với kinh thành đặt ở Phù Dư, và lập Gia Luật Bội làm vương, tước hiệu Nhân Hoàng vương (人皇王), ứng với tước hiệu của bản thân Thái Tổ hoàng đế là Thiên Hoàng đế và tước hiệu của hoàng hậu của ông là Địa Hoàng hậu. Một phần đất đai của Bột Hải được sáp nhập vào Đại Khiết Đan quốc và phần đất đai Bột Hải còn lại là nơi sinh sống của người Bột Hải gốc Cao Câu Ly vẫn giữ được độc lập. Thái Tổ trao cho con thứ Gia Luật Đức Quang hiệu Nguyên soái thái tử và cho Gia Luật Đức Quang thay thế Gia Luật Bội trông nom Lâm Hoàng (臨潢, nay thuộc Xích Phong, Nội Mông, Trung Quốc), nơi mà trước đây Gia Luật Bội từng phụ trách. Gia Luật A Bảo Cơ còn tiến hành thu biên người Nữ Chân của Bột Hải ở phương nam, gọi là Thục Nữ Chân, người Nữ Chân của Bột Hải ở phương bắc là Sinh Nữ Chân. Gia Luật A Bảo Cơ luôn có ý đồ nam hạ Trung Nguyên. Những người dân Bột Hải bị chinh phục ngay lập tức bắt đầu nổi dậy chống lại Đại Khiết Đan quốc của Gia Luật A Bảo Cơ từ năm 926.
Gia Luật Bội đã bước lên ngai vàng của vương quốc tại pháo đài Hốt Hãn, kinh đô Thượng Kinh của Bột Hải cũ, nay thuộc Ninh An, Hắc Long Giang, Trung Quốc. Vương quốc dùng tên Hán là Đông Đan, để tỏ lòng kính trọng với Đại Khiết Đan quốc ở phía tây.
Lãnh thổ của vương quốc Đông Đan bao gồm 19 phủ như vương quốc Bột Hải ngày trước, trong đó vua Gia Luật Bội đã đổi tên Phù Dư phủ thành Hoàng Long phủ:
- Yongcheon (Longquan, Long Tuyền). Thủ phủ của Long Tuyền phủ này là kinh đô Hốt Hãn (nay là Ninh An, Hắc Long Giang, Trung Quốc) của vương quốc Đông Đan.
- Hyeondeok (Xiande, Hiển Đức). Thủ phủ của Hiển Đức phủ này là cố đô Trung Kinh (nay là Hòa Long, Cát Lâm, Trung Quốc) của vương quốc Đông Đan.
- Yongwon (Longyuan, Long Nguyên). Thủ phủ của Long Nguyên phủ này là cố đô Đông Kinh (nay là Hồn Xuân, Cát Lâm, Trung Quốc) của vương quốc Đông Đan.
- Namhae (Nanhai, Nam Hải). Thủ phủ của Nam Hải phủ này là Nam Kinh (nay là Hàm Hưng, Triều Tiên) của vương quốc Đông Đan.
- Amnok (Yalu, Áp Lục). Thủ phủ của Áp Lục phủ này là Tây Kinh (nay là Lâm Giang, Cát Lâm, Trung Quốc) của vương quốc Đông Đan.
- Jangnyeong (Changling, Trường Lĩnh). Thủ phủ của Trường Lĩnh phủ này là Hà Châu (nay là Hoa Điện, Cát Lâm, Trung Quốc) của vương quốc Đông Đan.
- Hwanglong (Huanglong, Hoàng Long). Thủ phủ của Hoàng Long phủ này là Phù Dư (nay là Tứ Bình, Cát Lâm, Trung Quốc) của vương quốc Đông Đan.
- Makhil (Moxie, Mạc Hiệt). Thủ phủ của Mạc Hiệt phủ này là Mạc Châu (nay là A Thành, Hắc Long Giang, Trung Quốc) của vương quốc Đông Đan.
- Jeongmi (Dingli, Định Lý). Thủ phủ của Định Lý phủ này là Định Châu (nay là Partizansk, Primorsky Krai, Nga) của vương quốc Đông Đan.
- Anbyeon (Anbian, An Biên). Thủ phủ của An Biên phủ này là An Châu (nay là Olga, Primorsky Krai, Nga) của vương quốc Đông Đan.
- Solbin (Shuaibin, Súy Tân). Thủ phủ của Súy Tân phủ này là Hoa Châu (nay là Ussuriysk, Primorsky Krai, Nga) của vương quốc Đông Đan.
- Dongpyeong (Dongping, Đông Bình). Thủ phủ của Đông Bình phủ này là Y Châu (nay là Mật Sơn, Hắc Long Giang, Trung Quốc) của vương quốc Đông Đan.
- Cheolli (Tieli, Thiết Lợi). Thủ phủ của Thiết Lợi phủ này là Đức Lý trấn (nay là Y Lan, Hắc Long Giang, Trung Quốc) của vương quốc Đông Đan.
- Hoewon (Huaiyuan, Hoài Viễn). Thủ phủ của Hoài Viễn phủ này là Đạt Châu (nay là Đồng Giang, Hắc Long Giang, Trung Quốc) của vương quốc Đông Đan.
- Anwon (Anyuan, An Viễn). Thủ phủ của An Viễn phủ này là Ninh Châu Châu (nay là Dalnerechensk, Primorsky Krai, Nga) của vương quốc Đông Đan.
- Yodong (Liaodong, Liêu Đông). Thủ phủ của Liêu Đông phủ này là Liêu Đông thành (nay là Bạch Tháp, Liêu Ninh, Trung Quốc) của vương quốc Đông Đan.
- Sokju (Suzhou, Túc Châu). Thủ phủ của Túc Châu phủ là Túc Châu (nay là Cửu Đài, Cát Lâm, Trung Quốc) của vương quốc Đông Đan.
- Dongju (Tongzhou, Đồng Châu). Thủ phủ của Đồng Châu phủ là Đồng Châu (nay là Uông Thanh, Cát Lâm, Trung Quốc) của vương quốc Đông Đan.
- Yeongju (Yingzhou, Doanh Châu). Thủ phủ của Doanh Châu phủ là Doanh Châu (nay là Lâm Khẩu, Hắc Long Giang, Trung Quốc) của vương quốc Đông Đan.

Hoàng đế Gia Luật A Bảo Cơ sau đó phái Gia Luật Đức Quang dẫn quân đi tấn công biên giới phía bắc nhà Hậu Đường (đời vua Hậu Đường Minh Tông). Quân Hậu Đường bại trận nhưng quân Khiết Đan rút lui khi hay tin hoàng đế Gia Luật A Bảo Cơ đã không còn khỏe nữa.
Một thời gian sau khi chinh phục vương quốc Bột Hải, hoàng đế Gia Luật A Bảo Cơ lâm bệnh và qua đời ở Phù Dư vào ngày 6 tháng 9 năm 926, thọ 55 tuổi. Sau khi ông ta qua đời, Hoàng hậu Thuật Luật Bình của ông ta đã từ chối tuẫn táng cùng ông ta theo phong tục truyền thống của Khiết Đan, và bà ta chọn cách chặt đứt bàn tay phải để chôn theo ông ta. Thuật Luật Bình sau đó nắm giữ quyền lực về quân sự và dân sự, và có thể giám sát việc kế vị hoàng vị theo điều kiện của bà ta. Việc Hoàng hậu Thuật Luật Bình từ chối tử tử để tuẫn táng cùng Gia Luật A Bảo Cơ khiến phong tục lâu đời này của người Khiết Đan đã chấm dứt.
Thuật Luật Bình hoàng hậu nắm quyền lãnh đạo trên thực tế của Đại Khiết Đan Quốc, và bà cùng Gia Luật Bội bắt đầu chuyến đi đưa lĩnh cữu của Gia Luật A Bảo Cơ về Lâm Hoàng. Thuật Luật Bình cử em trai của Gia Luật A Bảo Cơ là Gia Luật An Đoan làm Đông Đan Quốc vương, phụ chính tạm thời cai quản vương quốc Đông Đan. Do Gia Luật Bội mang cả giá trị Hán và Khiết Đan, Hoàng hậu Thuật Luật Bình đã phản đối Da Luật Bội trở thành hoàng đế. Bà tin rằng sự cởi mở của Gia Luật Bội với văn hóa Hán có thể làm suy giảm khả năng lãnh đạo của ông trong vai trò là một người Khiết Đan, thay vào đó bà ủng hộ người con trai thứ hai của Gia Luật A Bảo Cơ, là người mang tính truyền thống hơn, đó là Gia Luật Đức Quang, sự ủng hộ dành cho Gia Luật Đức Quang còn đến từ giới quý tộc Khiết Đan. Hoàng hậu Thuật Luật Bình không muốn Gia Luật Bội kế vị do bà yêu mến Gia Luật Đức Quang hơn. Tuy nhiên, về mặt chính thức, bà đã triệu tập một cuộc họp gồm các tù trưởng, cùng với Gia Luật Bội và Gia Luật Đức Quang, và nói với họ rằng: "Ta yêu mến cả hai hoàng nhi của ta, và ta không biết chọn ai để làm hoàng đế. Các ngươi có thể quyết định người mà các người muốn ủng hộ lên nắm giữ ngôi vị". Các tù trưởng biết rằng bà yêu mến Gia Luật Đức Quang nên đã ủng hộ và trao ngai vàng cho Gia Luật Đức Quang. Do đó, Thuật Luật Bình tuyên bố Gia Luật Đức Quang là hoàng đế vào ngày 11 tháng 12 năm 927, tức là vua Liêu Thái Tông. Gia Luật Bội giận dữ trước sự thay đổi này nên đã đem theo vài trăm lính và muốn chạy trốn đến nhà Hậu Đường (đời vua Hậu Đường Minh Tông), song bị lính canh biên giới Khiết Đan chặn lại. Thuật Luật Bình đã không trừng phạt Gia Luật Bội, song cử ông đến Đông Đan. Gia Luật Bội đã buộc chú là Đông Đan Quốc vương Gia Luật An Đoan trả ngai vàng Đông Đan lại cho mình.

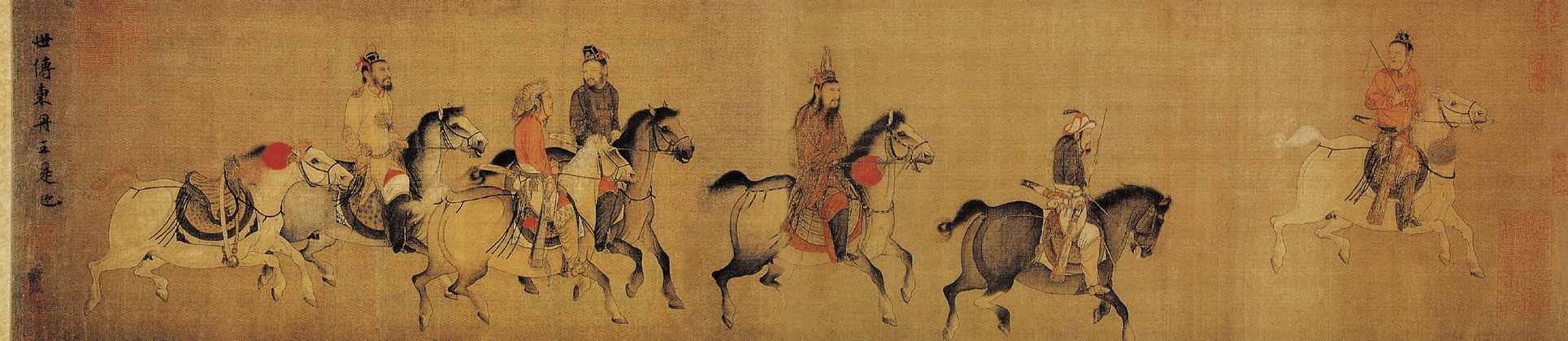
Đông Đan Vương xuất hành đồ (東丹王出行圖), tại Bảo tàng Cố cung Quốc lập, Đài Bắc

Căng thẳng chính trị đã sớm nổ ra giữa Gia Luật Bội và em trai Gia Luật Đức Quang, người đã có được ngôi báu Khiết Đan sau khi Gia Luật A Bảo Cơ qua đời, trên đường đến quê nhà sau một chiến dịch tương đối thành công chống lại nhà Hậu Đường. Để ngăn cản Gia Luật Bội tạo lập quyền lực riêng tại Đông Đan, Hoàng đế mới Gia Luật Đức Quang đã lệnh cho anh trai mình cùng toàn bộ dân trong thành phải dời đô từ Hốt Hãn thuộc Long Tuyền phủ ở Đông Mãn Châu đến Đông Bình (nay là Liêu Dương) thuộc Liêu Đông phủ ở Tây Mãn Châu trong tháng 12 năm 927. Những người Bột Hải cũ cũng bị cưỡng bách đến Đông Bình. Bản thân Hoàng vương Gia Luật Bội bị đặt dưới sự giám sát của các cận binh hoàng cung do hoàng đế Gia Luật Đức Quang phái đến.
Bột Hải hoàn toàn nằm dưới sự kiểm soát của người Khiết Đan, những người đã lập nên vương quốc Đông Đan. Người dân Bột Hải cùng nhau nổi dậy để chống lại những thế lực cai trị mới, và nhiều phong trào phục quốc đã xuất hiện trong khoảng 200 năm. 
Bắt đầu từ năm 927, người Khiết Đan bắt đầu săn lùng và hành quyết tất cả các thành viên của vương tộc Bột Hải để ngăn chặn việc bất kỳ ai có thể được đưa lại lên ngai vàng Bột Hải, dù là vua hay nữ vương. Tuy nhiên, một vài thành viên của vương tộc vẫn sống sót. Trong số họ có Đại Quang Hiển (Dae Gwang-hyeon) đang ẩn nấu. Một số thành viên gia tộc họ Đại khác đã thống nhất các nhóm kháng cự ở phía tây sông Áp Lục, đánh chiếm thành Hốt Hãn (nay là Ninh An, Hắc Long Giang, Trung Quốc) thuộc Long Tuyền phủ và lập nên vương quốc Hậu Bột Hải tại thành Hốt Hãn đó trong tháng 12 năm 927.
Hậu Bột Hải ra đời với sự nỗ lực của các quý tộc Bột Hải cũ để lập nên một vị vua mới họ Đại lên ngai vàng và hồi sinh vương quốc. Những người dân Bột Hải ngay lập tức đã nổi dậy chống lại người Khiết Đan và điều này nằm ngoài tầm kiểm soát của vương quốc Đông Đan (đời vua Gia Luật Bội). Vua Gia Luật Bội liền bổ nhiệm cựu vua Bột Hải là Đại Nhân Soạn (khi đó đã hơn 50 tuổi) làm quan chức cấp cao của vương quốc Đông Đan nhằm xoa dịu sự phẫn nộ của dân chúng Bột Hải. Gia Luật Bội còn lập một thành viên vương tộc Bột Hải là Đại thị làm trắc thất (vương phi) của ông. Tuy nhiên dân chúng Bột Hải vẫn tiếp tục tham gia vào quân đội của vương quốc Hậu Bột Hải để chống lại vương quốc Đông Đan.
Đông đô của Đại Khiết Đan quốc (gọi là thành Đông Kinh, Liêu Dương, Liêu Ninh ngày nay) từng là căn cứ để giám sát các lãnh thổ Bột Hải trước đây. Theo một số liệu do Pamela Crossley trích dẫn, cư dân của thành phố, hơn 40.000 người vào đầu thế kỷ thứ 10, chủ yếu là người Bột Hải. Đại Nhân Soạn, vị vua Bột Hải cuối cùng và các thành viên khác của dòng dõi hoàng gia Bột Hải trước đây vẫn nắm giữ quyền lực đáng kể ở Đông Đan và thành Đông Kinh sau khi Bột Hải sụp đổ. Mặt khác, một số tầng lớp tinh hoa của Bột Hải đã hòa nhập vào tầng lớp quý tộc Đại Khiết Đan quốc và thường thay đổi danh tính cá nhân của họ một cách đáng kể.
Năm 928, quân đội của vương quốc Hậu Bột Hải từ Long Tuyền phủ tiến hành nam hạ, lần lượt đánh chiếm Đồng Châu phủ, Hiển Đức phủ, Long Nguyên phủ, Trường Lĩnh phủ, Áp Lục phủ và Nam Hải phủ của vương quốc Đông Đan (đời vua Gia Luật Bội). Vương quốc Đông Đan chỉ còn lại 12 phủ.
Để tiếp tục quan hệ hữu nghị giữa Bột Hải và Nhật Bản, vương quốc Đông Đan của Gia Luật Bội đã cử một phái đoàn ngoại giao qua Biển Nhật Bản vào năm 929. Triều đình Nhật Bản ở Kyoto (đời Thiên hoàng Daigo) đã từ chối phái đoàn của Đông Đan vì lòng trung thành với vương quốc Bột Hải cũ. Nền độc lập của Đông Đan (đời vua Gia Luật Bội) bị yếu dần trong năm 929 khi người cai trị mới của Đại Khiết Đan quốc là Gia Luật Đức Quang ra lệnh di dời dân cư của Đông Đan sang Đại Khiết Đan quốc.
Khi vua Hậu Đường Minh Tông của nhà Hậu Đường biết được việc Gia Luật Bội đang bị đặt dưới sự giám sát của Gia Luật Đức Quang thì ông ta đã cử các mật sứ đến khuyên Gia Luật Bội hãy chạy trốn đến nhà Hậu Đường, nhằm tránh bị ám sát. Gia Luật Bội nói rằng: "Ta nhường đế quốc cho hoàng đế, song nay ta bị ngờ vực. Sẽ tốt hơn khi ta đi đến một nước khác mà ở đó ta có thể giống như Ngô Thái Bá". Ông mang theo sủng thiếp Cao thị cùng bộ sách to lớn của mình, lên một con thuyền và đi đến Hậu Đường vào năm 930. Tháng 11 âm lịch năm 930, ông đến Đăng Châu của Hậu Đường. Tại đây Gia Luật Bội đã trở thành một khách quý của vua Hậu Đường Minh Tông, thậm chí còn được vị Hoàng đế này ban cho họ Lý của hoàng tộc. Nhân hoàng vương phi Tiêu thị của Gia Luật Bội và trưởng tử Gia Luật Nguyễn đã không theo ông đến Hậu Đường, Tiêu hoàng vương phi sau đó tiếp tục cai trị nước Đông Đan cho đến khi bà qua đời vào năm 940, trong khi Gia Luật Nguyễn cuối cùng đã kế vị Liêu Thái Tông, thành hoàng đế.

## Thần dân Hậu Đường

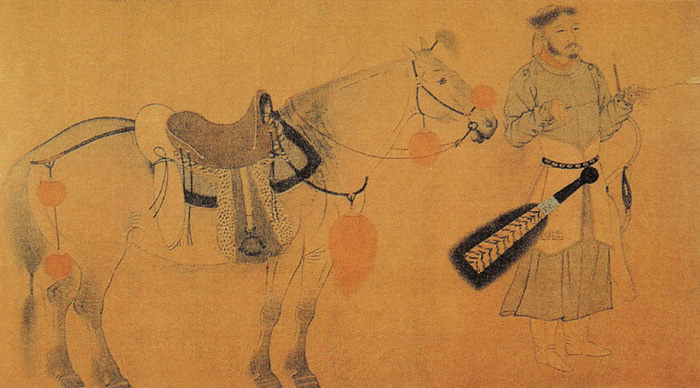
Kỵ xạ đồ (騎射圖) được cho là do Gia Luật Bội họa, Bảo tàng Cố cung Quốc lập

### Dưới thời Hậu Đường Minh Tông
Năm 931, Hậu Đường Minh Tông phong cho Da Luật Bội chức tiết độ sứ của Hoài Hóa, và ban cho cho ông tên mới là Đông Đan Mộ Hoa. Sau đó trong cùng năm, ông tiếp tục đổi tên từ Đông Đan Mộ Hoa sang Lý Tán Hoa (李贊華), lấy quốc tính Lý của Hậu Đường, và sử dụng tên gọi này trong suốt quãng đời còn lại. Tuy nhiên, đã không có dấu hiệu gì chứng tỏ rằng Lý Tán Hoa từng đến Hoài Hóa, và vào năm 932, Minh Tông hoàng đế thay vào đó đã tuyên bố một ý định phong cho Gia Luật Bội làm chỉ huy ở phía nam Hoàng Hà. Khi bị các đại thần trong triều đình Hậu Đường phản đối, Đường Minh Tông đã tuyên bố rằng: Phụ thân hắn và trẫm từng đồng ý làm huynh đệ kết nghĩa, và đó là lý do vì sao Tán Hoa đến chỗ trẫm. Ông ta phong Lý Tán Hoa làm tiết độ sứ của Nghĩa Thành, song chọn một quan viên có tài để cai quản trên thực tế.
Hậu Đường Minh Tông đã trao Hạ Tân phi của Hậu Đường Trang Tông tiền nhiệm cho Lý Tán Hoa làm trắc thất. Hậu Đường Trang Tông cũng khoan dung với Lý Tán Hoa và ngay cả khi Lý Tán Hoa phạm tội, ông ta cũng không trừng phạt. Tuy nhiên, Lý Tán Hoa được thuật lại là đối xử tàn ác với thê thiếp và nô bộc của mình — như ông thích uống máu, các thê thiếp của ông thường xuyên phải làm tổn tương bản thân để họ có máu cho ông uống, và các nô bộc thường phải chịu những hình phạt rất khắc nghiệt, bao gồm cả việc bị móc mắt, bị chém bằng kiếm, hoặc bị đốt trong lửa, vì các lỗi nhỏ nhặt. Hạ thị cuối cùng đã không thể cam chịu cảnh này, sau khi thỉnh cầu sự cho phép của Minh Tông, bà đã ly hôn với Lý Tán Hoa và trở thành ni cô. Tuy nhiên, mặc dù tàn ác, song Lý Tán Hoa được thuật lại là rất có tài. Ông thông hiểu thuật bói toán và âm nhạc, và rất có tài về y thuật. Ông có thể viết cả chữ Khiết Đan và chữ Hán, và đã dịch Hoàng Đế Âm Phù Kinh sang tiếng Khiết Đan. Ông đặc biệt nổi tiếng với các bức họa về người và cảnh vật Khiết Đan, và nhiều trong số các bức họa của ông cuối cùng được đưa vào các bộ su tập cung đình của nhà Tống vài thập niên sau đó. Năm 933, ông được triệu hồi từ Nghĩa Thành và được trao tước hiệu hoàn toàn mang tính danh dự là tiết độ sứ của Chiêu Tín (昭信, trị sở nay thuộc Cám Châu, tỉnh Giang Tây), lý do là vì lãnh thổ Chiêu Tín khi đó nằm dưới quyền cai quản của nước Ngô.
Mặc dù phải chạy sang lãnh thổ Hậu Đường và trở thành một thần dân của Hậu Đường, song Lý Tán Hoa tiếp tục duy trì các liên lạc với mẹ và hoàng đệ, thường sử các phái viên đến chỗ họ. Thông tin cũng đến theo đường khác, như khi tổ mẫu của ông là Tiêu Nham Mẫu Cân qua đời vào năm 933, mẹ và hoàng đệ của ông đã báo tin cho ông.

### Sau thời Minh Tông
Cũng vào năm 933, Minh Tông hoàng đế băng hà, và người kế vị ban đầu là nhi tử Tống vương Lý Tùng Hậu, tức Mẫn Đế. Năm 934, con nuôi của Minh Tông là Lộ vương Lý Tùng Kha đã lật đổ Mẫn Đế lên làm vua. Lý Tán Hoa đã mật báo với Liêu Thái Tông đây là cơ hội tốt để xâm lược Hậu Đường, song Thái Tông sau đó đã không có hành động nào.
Trong nhiều năm, có vẻ như vì sự hiện diện của Lý Tán Hoa tại Hậu Đường và thực tế là Hậu Đường đã chiếm được một số châu huyện quan trọng của Khiết Đan, Thuật Luật thái hậu đã nhiều lần tìm cách liên minh hòa thân giữa Khiết Đan và Hậu Đường. Vào đầu năm 936, Lý Tùng Kha do sợ hãi trước viễn cảnh Thạch Kính Đường, tiết độ sứ của Hà Đông có thể nổi dậy và tranh thủ viện trợ của Khiết Đan khi hành động, vì thế Lý Tùng Kha đã lệnh cho các quan của mình là Lý Tung (李崧) và Lã Kỳ (呂琦) phác thảo một kế hoạch dùng khi một liên minh như vậy được thiết lập, song sau đó đã bãi bỏ kế hoạch.
Cùng năm đó, Thạch Kính Đường đã nổi dậy, quân Hậu Đường ban đầu thành công trong việc tiến đến Thái Nguyên và bao vây thành. Tuy nhiên, sau đó họ đã bị đè bẹp trước viện binh mà Thái Tông hoàng đế của Khiết Đan đích thân chỉ huy và bị mắc bẫy quân Khiết Đan tại Tấn An trại. Khi Lý Tùng Kha tím kiếm lời khuyên từ các quan tướng của mình, Long Mẫn (龍敏) đã đề xuất Lý Tùng Kha lập Lý Tán Hoa làm vua Khiết Đan và cử một đội quân để hộ tống Lý Tán Hoa vào lãnh thổ Khiết Đan, mục đích là để mở một mặt trận thứ hai chống vua Khiết Đan. Lý Tùng Kha ban đầu đã tán thành kế hoạch, song do nhiều quần thần có quyền lực phản đối, ông tin rằng kế hoạch là vô ích, và cuối cùng đã không thực hiện.
Cuối cùng, Liêu Thái Tông đã lập Thạch Kính Đường làm hoàng đế Hậu Tấn, tức Hậu Tấn Cao Tổ. Thạch Kính Đường sau đó đã tiến xuống phía nam, với hỗ trợ của Khiết Đan, tiến về kinh thành Lạc Dương của Hậu Đường. Với việc các tướng Hậu Đường lũ lượt đào ngũ sang phía Hậu Tấn, Lý Tùng Kha đã tập hợp hoàng tộc và các tướng trung thành với ông vào hoàng cung, có ý định tự vẫn bằng cách đốt cung điện. Tuy nhiên, khi ông ta triệu Lý Tán Hoa đến, Lý Tán Hóa đã từ chối tham gia tự sát tập thể, vì vậy Lý Tùng Kha đã cử Lý Ngạn Thân (李彥紳) đến giết Lý Tán Hoa vào ngày Đinh Sửu (22) tháng 11 nhuận năm Bính Thân (tức 7 tháng 1 năm 937). Sau khi Tấn đế tiến vào Lạc Dương, truy phong thụy hiệu cho Lý Tán Hoa là Yên vương, và cho đưa di hài của ông trở về Khiết Đan. Sau con của Gia Luật Bội là Gia Luật Nguyên lên làm vua, truy tôn cha mình thụy hiệu Văn Hiến Khâm Nghĩa Hoàng đế (文獻欽義皇帝) và miếu hiệu Nghĩa Tông.

## Gia đình

### Phi tần
- Đoan Thuận Hoàng hậu Tiêu thị (端顺皇后萧氏 , ? - 940) , chính thất , người Khiết Đan, nương gia nhân của Thuật Luật Bình - mẹ Gia Luật Bội. Sách phong Thái tử phi rồi Đông Đan hoàng vương phi. Sau khi Gia Luật Bội chạy trốn đến Hậu Đường, bà giữ chức nhiếp chính nước Đông Đan. Liêu Hưng Tông truy phong Đoan Thuận Hoàng hậu (端顺皇后).
- Hạ thị , trắc thất, nguyên là phi tử của Hậu Đường Trang Tông , sơ phong Chiêu dung (昭容) rồi thăng vị Quắc quốc phu nhân (虢国夫人) , sau khi Gia Luật Bội chạy trốn đến Hậu Đường, do Hậu Đường Minh Tông ban hôn ước nên về làm thiếp của Gia Luật Bội. Về sau, do Da Luật Bội hung tàn, bà ly hôn và trở thành ni cô.
- Nhu Trinh Hoàng hậu Tiêu thị (柔貞皇后蕭氏 , ? - 951) , thiếp thất , người Khiết Đan, nương gia nhân của Thuật Luật Bình , sau khi nhi tử Da Luật Nguyễn tức vị, được tôn làm Hoàng thái hậu. Sinh ba người con trai , Liêu Hưng Tông truy phong Nhu Trinh Hoàng hậu (柔貞皇后).
- Đại thị (大氏) , thiếp thất, người Túc Mạt Mạt Hạt, thành viên vương tộc Bột Hải.
- Cao thị (高氏) , thiếp thất, người Hán, cùng Gia Luật Bội chạy trốn đến Hậu Đường , về sau không rõ.

### Con cái
- - Gia Luật Nguyễn , trưởng tử , mẹ là Nhu Trinh Hoàng hậu , tức vị xưng đế, sau bị ám sát.
  - Gia Luật Lâu Quốc , mẹ là Nhu Trinh Hoàng hậu , từng nhậm chức Nam Kinh Liêu Dương phủ lưu thủ, chưởng quản quốc chính Đông Đan, thời Liêu Mục Tông do mưu phản nên bị giết.
  - Gia Luật Sảo , mẹ là Nhu Trinh Hoàng hậu , phong Ngô vương.
  - Gia Luật Long Tiên , mẹ là thiếp thất Đại thị , phong Bình vương.
  - Gia Luật Đạo Ẩn , mẹ là thiếp thất Cao thị , phong Tấn vương.
  - Gia Luật A Bất Lý (? - 949) , trưởng nữ , mẹ không rõ. Lấy Tiêu Hàn (蕭翰) , cùng chồng âm mưu nổi loạn , bị Liêu Thế Tông xử tử.